# Saul Sepulveda Herrera
Saúl Sepúlveda Herrera, né le 6 avril 1956 à Santiago Papasquiaro, est chirurgien pédiatrique à Durango, dans l'État de Durango, au Mexique, diplômé de l'école de médecine de l'université Juarez de l'État de Durango (UJED) et de l'institut national pédiatrique de Mexico (INP).
Passionné de musique par l'intermédiaire de son grand-père, Jesùs Herrera Melero, qui était musicien professionnel, il a débuté avec la guitare à l'âge de 8 ans. Il est ensuite membre de groupes constituées de guitare et requinto : la rondalla. Il est toujours actif dans la Rondalla Durango avec qui il a publié plusieurs albums.
En 2003 il apprend à jouer de la harpe dans l'idée de sauvegarder le patrimoine musical de Durango et sa petite harpe traditionnelle. Il est l'un des fondateurs de l'association des harpistes de Durango avec qui il crée les rencontres internationales de harpe durant le festival culturel d'automne de la ville de Durango (voir le site de l'association : ArpaDurango.org).
En 2007, il fonde l'association des harpistes de la république du Mexique : la SONARM (Sociedad Nacional de Arpistas de la República Mexicana, Asociación Civil).
En 2007, il écrit un livre sur l'histoire de la petite harpe de Durango.
Il participe régulièrement à des conférences sur les harpes et des concerts,,,,, pour jouer de la petite harpe de Durango, de la harpe paraguayenne et de la harpe électrique Camac.